# Драга Леонардо

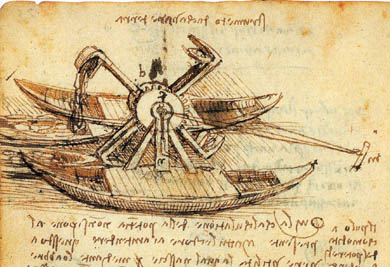

Драга Леонардо — установка для сбора донного ила, помещённая между двумя лодками, состоящая из четырёхлопастного рабочего органа с барабаном, который, крутясь, наматывал прикреплённую вверх по течению верёвку за счёт движения рукояти, и таким образом драга передвигалась. Установка применялась для очистки каналов и землечерпания (углубления дна).
Судя по эскизу, собранный со дна ил должен складываться на плот, укреплённый между двумя лодками. При повороте колеса трос, привязанный к берегу, наматывался на барабан, что автоматически передвигало установку. Ось вращения барабана можно было регулировать вертикально. Тем самым регулировалась глубина выборки грунта.